# CHIP (ordinateur)
CHIP est un ordinateur mono-carte embarquant Linux, construit par Next Thing Co. (NTC), sociofinancé. Vendu comme du matériel open-source prévu pour exécuter du logiciel open-source.

## Historique
Next Thing Co. était une start-up californienne, fondée par Dave Rauchwerk, Gustavo Huber and Thomas Deckert à Oakland en 2013.

## Couverture médiatique et communauté d'utilisateurs
CHIP a été souvent comparé au Raspberry Pi et a reçu des critiques positives : Laura Sydell de National Public Radio loue son faible prix et l'alliance matériel et logiciel libre au sein d'un même produit.